# ريان لامبرت
ريان لامبرت (بالإنجليزية: Ryan Lambert)‏ هو لاعب كرة قدم أسترالي، ولد في 21 سبتمبر 1998.

## روابط خارجية
- ريان لامبرت على موقع قاعدة بيانات كرة القدم.إي يو (الإنجليزية)
- ريان لامبرت على موقع Soccerway.com (الإنجليزية)